# O Páramo
O Páramo és un municipi de la província de Lugo a Galícia. Pertany a la Comarca de Sarria.

## Parròquies
| - Adai (Santa Mariña) - Friolfe (San Xoán) - Gondrame (Santa María) - Grallás (Santo Estevo) - Moscán (Santa María Madanela) - Neira (Santa María Madanela) - Piñeiro (San Salvador) - Reascos (Santa María) - Ribas de Miño (Santiago) | - A Ribeira (San Mamede) - Sa (Santiago) - San Vicente de Gondrame (San Vicente) - Santo André da Ribeira (San Pedro) - A Torre (San Martiño) - Vilafiz (Santa María) - Vilarmosteiro (Santa Eufemia) - Vilasante (Santa Cruz) - Vileiriz (San Salvador) |